# Richard Arnowitt
Richard L. Arnowitt (Nova Iorque, 3 de maio de 1928) é um físico teórico estadunidense.
É conhecido por suas contribuições à física de partículas e relatividade geral.